# Pirámide de Navidad

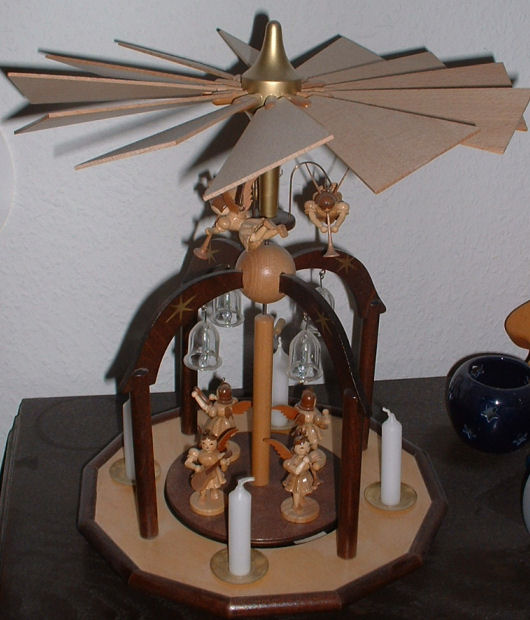
Pirámide de Navidad.

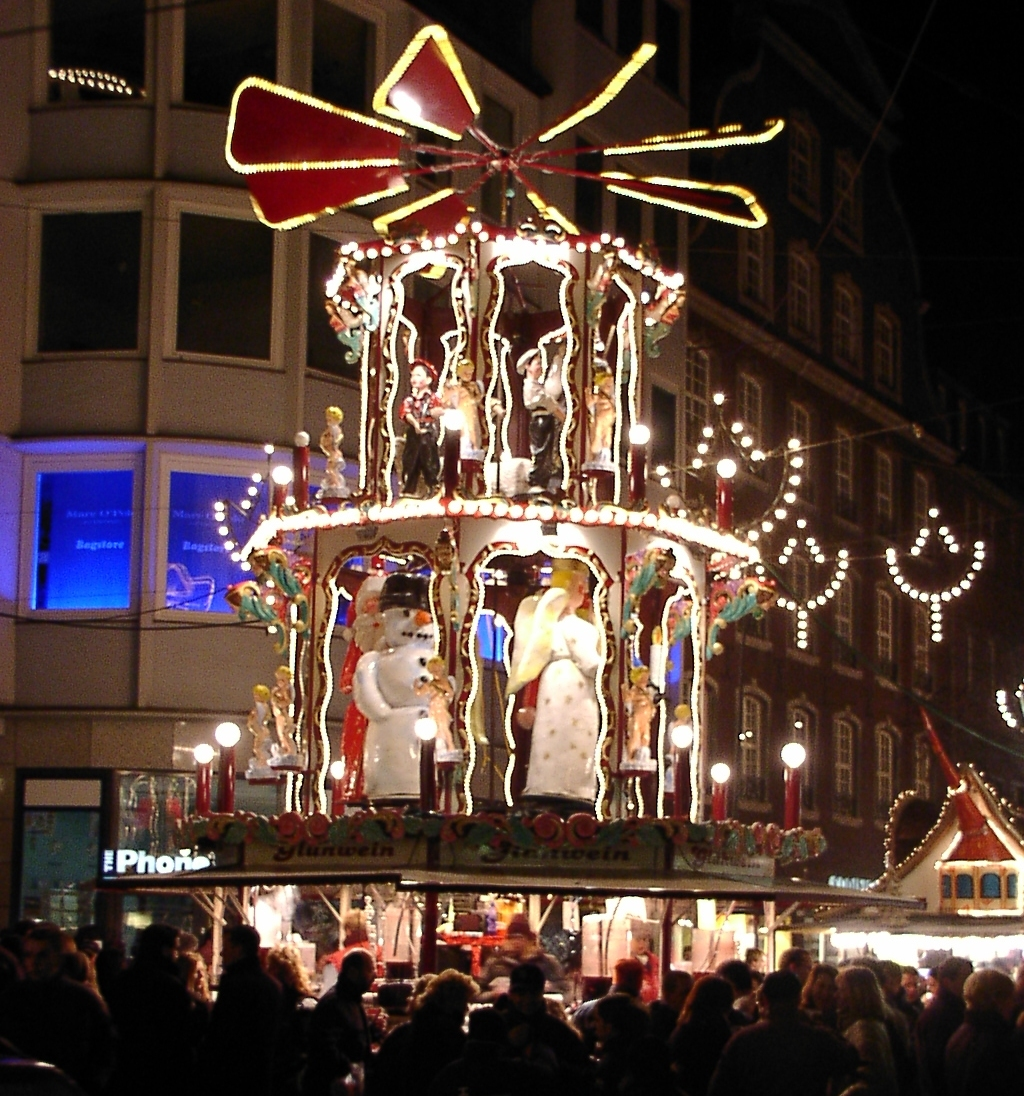
Pirámide gigante en Düsseldorf.

La Pirámide de Navidad (en alemán Weihnachtspyramide) es un elemento decorativo navideño tradicional típico de los Montes Metálicos (en alemán Erzgebirge) en Alemania y República Checa. Consiste en una especie de pequeño carrusel elaborado en madera y decorado con diferentes motivos navideños en su interior (ángeles, belén, etc). La pirámide contiene una hélice en su parte superior que se propulsa, haciendo girar el carrusel, mediante las corrientes de convección térmica que genera el calor de cuatro pequeñas velas colocadas en la parte inferior.

## Curiosidades
En la ciudad de Hannover durante el Adviento se pone junto al mercado de Navidad una de las mayores pirámides de Navidad del mundo.